# Geometría tropical

Una curva cúbica tropical

La geometría tropical es un área relativamente nueva en matemáticas, que se puede describir vagamente como una versión "a trozos" de la geometría algebraica.  Sus ideas principales habían aparecido en formas diferentes en los trabajos más tempranos de George M. Bergman, Robert Bieri y John Groves, pero no sería hasta finales del siglo XX cuando se estableciesen las definiciones básicas. Surgió a partir de los estudios de Grigory Mikhalkin en geometría algebraica enumerativa.

## Definiciones básicas
Utilizaremos el convenio mín, donde la adición tropical es mínimo usual. Algunos autores toman el máximo en lugar del mínimo e introducen negaciones en lo sucesivo.
El semianillo tropical (también denominado álgebra tropical o, con el convenio máx, el álgebra máx-más) es un semianillo (ℝ ∪ {∞}, ⊕, ⊗), con las operaciones:
{\displaystyle x\oplus y=\min\{x,y\},}
{\displaystyle x\otimes y=x+y.}

## Más información
- Amini, Omid; Panadero, Matthew; Faber, Xander, eds. (2013). Amini, Omid; Baker, Matthew; Faber, Xander, eds. (2013). Tropical and non-Archimedean geometry. Bellairs workshop in number theory, tropical and non-Archimedean geometry, Bellairs Research Institute, Holetown, Barbados, USA, May 6–13, 2011. Contemporary Mathematics 605. Providence, RI: American Mathematical Society. ISBN 978-1-4704-1021-6. Zbl 1281.14002.